# Borima
Borima (bułg. Борима) – wieś w północnej Bułgarii, w obwodzie Łowecz, w gminie Trojan.

## Urodzeni w Borimie
- Doczo Bodżakow – reżyser, scenarzysta
- Wasil Markow – aktor
- Wenczi Siromachowa – śpiewaczka operowa